# Mit Sicherheit verliebt
Mit Sicherheit verliebt ist ein 2001 gegründetes Präventionsprojekt der Arbeitsgemeinschaft Sexualität und Prävention der Bundesvertretung der Medizinstudierenden in Deutschland e.V. (bvmd), welches mittlerweile in 38 Städten und damit an fast allen medizinischen Fakultäten Deutschlands vertreten ist.
Ziel des Projekts ist neben der Prävention sexuell übertragbarer Infektionen (STIs) vor allem die ganzheitliche Auseinandersetzung mit Sexualität und ihrer medizinischen und gesellschaftlichen Bedeutung. Vornehmlich Medizinstudenten, aber auch Studenten verschiedenster anderer Fachrichtungen, besuchen in diesem Rahmen Schulklassen aller weiterführenden Schulformen und klären in lockerer und anonymer Atmosphäre über Sexualität, Liebe und Partnerschaft auf. Der Fokus liegt hierbei auf der Erschaffung eines geschützten Rahmens für offenen und positiven Dialog und eine Aufklärung auf Augenhöhe, weshalb Mit Sicherheit verliebt nach dem Konzept der Peer Education und in Abwesenheit der jeweiligen Lehrer arbeitet.
Behandelte Themengebiete umfassen u. a. sexuell übertragbaren Infektionen wie HIV/AIDS und den effektiven Schutz vor selbigen, anatomische Grundkenntnisse, verschiedene Möglichkeiten der Empfängnisverhütung, Varianten der geschlechtlichen Identität und sexuellen Orientierung, sowie Pubertät und Körperbild. Mit Sicherheit verliebt orientiert sich inhaltlich am neuesten wissenschaftlichen Erkenntnisstand und versteht sich in seiner Arbeit explizit nicht als Alternative zum Schulunterricht, sondern als Zusatzangebot zur im Bildungsplan der Länder festgeschriebenen Sexualaufklärung durch Lehrer.
Insgesamt engagieren sich im Rahmen des Projektes bundesweit über 750 Studierende rein ehrenamtlich neben dem Studium für eine bessere Sexualaufklärung und den Abbau von Stigmata an Schulen. Sie erreichen dabei jedes Jahr mehr als 13.000 Jugendliche in ganz Deutschland.

## Ziele
Im Vordergrund der Projektarbeit steht die Vermittlung von Grundlagenwissen über Sexualität und Verhütung sowie im Besonderen über HIV/AIDS und andere sexuell übertragbare Infektionen, wie z. B. Chlamydien, Gonorrhoe, und HPV. Mit Sicherheit verliebt möchte zugleich Vorurteile und Stereotypen jeder Art abbauen und Jugendliche zur Entwicklung eines gesunden und positiven Körperbildes anregen. In einer Gesellschaft, in der Jugendliche bereits früh mit sexuellen Einflüssen und Inhalten konfrontiert werden, soll so ein toleranter und selbstbewusster Umgang mit Sexualität geschaffen werden. Dies beinhaltet auch, aber nicht ausschließlich, einen informierten und vorurteilsfreien Umgang mit anderen sexuellen Orientierungen und Identitäten, sowie mit HIV-positiven Menschen.
All dies stellt die Grundlage für das dar, wozu Mit Sicherheit verliebt den Schülern die Mittel an die Hand geben will: eine reflektierte, positiv gelebte und selbstbestimmte Sexualität.
Die gesamte Arbeit steht im Kontext eines besseren öffentlichen Gesundheitsbewusstseins, in dem die Prävention von Krankheiten einen höheren Stellenwert bekommt.

## Geschichte
Die Ursprünge des Projektes Mit Sicherheit verliebt liegen in Schweden, wo bereits in den 90er Jahren ähnliche Projekte nach dem Konzept der Peer-Education entwickelt wurden. Durch die Vernetzung der Bundesvertretung der Medizinstudierenden in Deutschland (bvmd) mit anderen nationalen Medizinstudenten-Organisationen über die International Federation of Medical Students’ Associations (IFMSA) konnte die Idee u. a. den Weg nach Deutschland finden und so wurde im Januar 2001 in Rostock im Rahmen eines Ausbildungsworkshops für Medizinstudenten aus dem gesamten Bundesgebiet das Projekt, damals noch unter dem Namen „Mit Sicherheit verliebt“, gegründet. Diesem Workshop folgte am 8. Januar 2001, ebenfalls in Rostock, eine Veranstaltung der Aktion „Sprechstunde“ unter dem Titel „Mit Sicherheit verliebt?“, bei der neben der damaligen Bundesgesundheitsministerin Andrea Fischer auch Beate Lausberg von der Bundeszentrale für gesundheitliche Aufklärung (BZgA), der Präsident der Landesärztekammer Mecklenburg-Vorpommerns und stellvertretende Präsident der Bundesärztekammer Andreas Crusius, und für die verantwortlichen Landesbehörden Dagmar Doese (Sozialministerium Mecklenburg-Vorpommern) und Frau Ulrike Zander (Landesamt für Schule und Ausbildung Mecklenburg-Vorpommern) anwesend waren und dort ihre Unterstützung für das Projekt Mit Sicherheit verliebt formulierten.
Das Lokalprojekt Rostock erhielt daraufhin die offizielle Erlaubnis des Kultusministeriums Mecklenburg-Vorpommerns zur landesweiten Durchführung von Aufklärungsveranstaltungen in Schulen. Seitdem wurden bundesweit zahlreiche neue Lokalprojekte gegründet, sodass Mit Sicherheit verliebt mittlerweile mit über 600 ehrenamtlich tätigen Mitgliedern an 38 Standorten und jährlich über 13.000 erreichten Schülern eines der größten Projekte zur Sexualprävention innerhalb der Bundesrepublik ist.
Mit Sicherheit verliebt wurde am 17. Mai 2003 auf dem Deutsch-Österreichischen AIDS-Kongress in Hamburg der „MSD-Preis für besonderes Engagement im Bereich Prävention, Prophylaxe und Therapiebegleitung bei HIV und AIDS 2003“ verliehen.
Das Projekt wurde zudem sowohl bei „HIV im Dialog“ im September 2004/2007 in Berlin, als auch im November 2004 und Januar 2006 auf den Münchner AIDS Tagen besonders positiv hervorgehoben.

## Struktur und Organisation
Mit Sicherheit verliebt ist in Lokalprojekten organisiert, welche in ihren jeweiligen Städten und Regionen größtenteils selbständig arbeiten, dies jedoch stets im Einklang mit den Konzeptpapieren und der Geschäftsordnung des Gesamtprojekts sowie den offiziellen Positionen derbvmd.
Lokale Projekte werden je durch einen Local Officer on Sexual and Reproductive Health and Rights including HIV and AIDS (LORA) geleitet. Die LORAs und anderen Vertreter der lokalen Arbeit kommen einmal jährlich zu einem bundesweiten Lokalgruppentreffen zusammen, wo nach demokratischem Prinzip gemeinsam Strukturen evaluiert und neue Ideen und Inhalte ausgearbeitet werden.
Auf nationaler Ebene wird Mit Sicherheit verliebt durch die Bundeskoordination der Arbeitsgruppe Sexualität und Prävention der bvmd koordiniert. Diese besteht aus drei durch das Plenum der Mitgliederversammlung der bvmd auf ein Jahr gewählten National Officers on Sexual and Reproductive Health and Rights including HIV and AIDS (NORA). Die Bundeskoordination ist in ihrer Rolle zugleich Mitglied im Vorstand der bvmd.
Die Ausbildung von neuen Mitgliedern zu Peer Educators geschieht regional und orientiert sich an bundesweit einheitlichen Richtlinien zu Inhalten, Dauer und Methodik. Sie wird auf bundesweiter Ebene durch die von der Bundeskoordination ernannte Ausbildungskoordination koordiniert.
Die Arbeitsgruppe Sexualität und Prävention der bvmd, welcher das Projekt Mit Sicherheit verliebt angehört, beschäftigt sich über die Comprehensive Sexuality Education (CSE) hinaus auf nationaler und internationaler Ebene weitreichend mit Themen rund um sexuelle Gesundheit. In diesem Rahmen werden durch die Arbeitsgruppe u. a. Kampagnen zum Welt-AIDS-Tag und IDAHOT* (Internationaler Tag gegen Homophobie, Transphobie und Biphobie) organisiert.
Auf internationaler Ebene sind die Arbeitsgruppe Sexualität und Prävention und Mit Sicherheit verliebt Teil des Standing Committee on Sexual and Reproductive Health and Rights including HIV and AIDS  (SCORA) der International Federation of Medical Students’ Associations (IFMSA) und auf europäischer Ebene Mitglied der Northern European Conference on Sexuality Education Projects (NECSE).

## Ausbildung und Qualifikation
Mit Sicherheit verliebt legt von Anfang an Wert darauf, allen Studenten eine gute Aus- und Weiterbildung zu bieten. Die vollständige Ausbildung zum Peer-Educator umfasst einen umfangreichen Basisworkshop sowie mindestens zwei Hospitationen in Schulklassen unter Begleitung und Anleitung durch erfahrene Mitglieder des Projekts. Basisworkshops finden lokal, regional oder national nach einem bundesweit einheitlichen Konzept zu Inhalten, Dauer und Methodik statt. Auf diesen Veranstaltungen werden Grundlagen und Methoden der Sexualpädagogik, Anatomie und Medizin unter anderem durch Ärzte, Psychologen und/oder Sexualpädagogen vermittelt.
Die anschließenden Hospitationen dienen neuen Mitgliedern dazu, die in der Ausbildung erworbenen Fähigkeiten unter enger Beobachtung und Anleitung zum ersten Mal mit Schülern anzuwenden.
Allgemein gilt, dass kein Schulbesuch alleine durchgeführt wird. Schulbesuche von Mit Sicherheit verliebt werden im Normalfall durch vier, mindestens jedoch zwei, erfahrene Peer-Educator geleitet.
Tiefgreifendes Wissen rund um die Themen Sexualpädagogik, Sexualität und reproduktive Gesundheit wird in nationalen und internationalen Schwerpunktworkshops vermittelt. Auch hier wird viel Wert darauf gelegt, entsprechende Experten als Referenten zu laden und sich stets an neuesten wissenschaftlichen Erkenntnissen zu orientieren.
Weiterhin steht das Projekt Mit Sicherheit verliebt im engen internationalen Austausch von Wissen und Methoden mit anderen Comprehensive Sexuality Education (CSE) Projekten. Jährlich findet u. a. die Northern European Conference on Sexuality Education Projects (NECSE) statt, in deren Rahmen CSE Projekte aus ganz Nordeuropa ihre Methoden austauschen und diese kritisch evaluieren, sowie neue Methoden entwickeln.
In besonders enger Kooperation steht Mit Sicherheit verliebt außerdem mit den Schwesterprojekten achtung°liebe Österreich und Achtung Liebe Schweiz. Jährlich richtet eines der drei Mitgliedsländer den Trinationalen Workshop (TriNa) aus, der in Ergänzung zur NECSE die Möglichkeit zu einem intensiveren Austausch der CSE Projekte der drei kulturell und strukturell in vielen Punkten ähnlich orientierten Länder bietet, und in dessen Rahmen gemeinsame Ansätze, Strategien und Kampagnen entwickelt werden können.
Die Mitglieder der national ausgewählten Delegationen zu internationalen Fortbildungsveranstaltungen werden von der Projektleitung ausdrücklich dazu angeregt, ihr erworbenes Wissen auf Schwerpunktworkshops und anderen Veranstaltungen national und lokal weiterzugeben.
Durch die enge Kooperation mit anderen Projekten wie beispielsweise der Deutschen AIDS-Hilfe oder Pro Familia werden sowohl auf lokaler, als auch auf bundesweiter Ebene zusätzliche Vernetzungs- und Weiterbildungsmöglichkeit geschaffen.
Mithilfe eines 2014 eingeführten Fragebogens für Schüler erforscht das Projekt zudem wissenschaftlich Bedarf und Outcome des Aufklärungsunterrichts. Vor und nach dem Schulbesuch werden den Schülern komplett freiwillig und anonym Fragen zu ihrem Wissen und ihrer Einstellung zu Sexualität gestellt. So kann das Konzept der Schulbesuche von Mit Sicherheit verliebt individuell an Bedürfnisse der Jugendlichen angepasst und damit auch stetig verbessert werden.

## Methoden
Mit Sicherheit verliebt arbeitet nach dem Konzept der Peer Education, das darauf basiert, dass Studenten, die selbst in ihrem Alter der Lebensrealität der Jugendlichen noch nah sind, Themen rund um Sexualität und reproduktive Gesundheit auf ungezwungene Weise nahebringen können.
Statt auf belehrenden Frontalunterricht setzt Mit Sicherheit verliebt auf Gruppenarbeiten, interaktive Ansätze und spielerische Wissensvermittlung. Die Methoden, die das Projekt verwendet, dienen vornehmlich dem Vermitteln von Denkanstößen und sind dabei möglichst realitätsbezogen und evidenzbasiert konzipiert. Über eine reine Wissensvermittlung hinaus werden u. a. Alltagsprobleme verdeutlicht und die Schüler zur Selbstreflexion angeregt.
Grundstein der gesamten Präventionsarbeit ist dabei die absolute Freiwilligkeit, d. h. kein Schüler soll Situationen ausgesetzt werden, die von ihm subjektiv als unangenehm empfunden werden.